# Liste des langues les plus apprises
Selon Duolingo, qui établit régulièrement (2015 puis 2020, 2021, 2022, 2023) une étude des langues les plus apprises par le biais de son application, une catégorisation des langues les plus apprises dans le monde est obtenue. 

## Crédibilité
De par la popularité et l'utilisation vaste de l'application, les résultats de l'étude ont des raisons sérieuses d'être crédibles. Surtout avec son succès bondissant avec l'apparition des confinements et donc le dégagement de temps pour ce type d'activité. Cela consolide l'étude. Qui plus est, les apprenants sont motivés, ils font la démarche de travailler. Cela rend moins perfectible une telle étude, qui ne s'appuie pas sur le nombre d'apprenants dans les écoles, qui n'est pas une démarche aussi spontanée.

## Méthodologie
Les résultats sont obtenus de l'étude, donc de la big data, des données fournies par l'application, sur les informations laissées par les utilisateurs, au travers d'indicateurs tels que le temps d'utilisation.

## Résultats

### Influence culturelle
L'étude de Duolingo met en exergue la popularité de l'apprentissage d'une langue en raison de l'influence culturelle qu'elle véhicule. Un événement culturel peut avoir une influence. C'est ainsi que l'espagnol et les langues asiatiques sont considérés comme des relais de croissance, au détriment du français, qui était mieux placé 5 ans avant.

### Langues prédominantes
Les études montrent une après l'autre la domination de l'anglais, l'espagnol et le français. En raison de leur répartition géographique notamment. 
Les pays les plus assidus sont le Bélarus, le Japon, la Hongrie, la Russie et l'Ukraine.
Les pays apprenant le plus de langues sont l'Allemagne et le Royaume Uni.

### Influence de l'actualité
Des évènements politiques ont aussi une influence : le russe est moins appris, tandis que l'ukrainien prend de l'essor, à la suite des évènements en Ukraine. Chaque année, l'actualité a une influence sur les résultats.

### Motivations
On observe d'abord une visée éducationnelle à la motivation d'apprendre une langue. Mais il peut aussi s'agir de préparer un voyage, ou d'apprendre la langue du voisin (le portugais en Amérique latine), ou encore de tisser des liens avec les gens (ukrainien, pour la communication avec les réfugiés)

## Classement de l'étude de 2023
| Rang | Langue    | Nombre de pays en 1re langue | Nombre de pays en 2de langue | Nombre total de pays 1re+2de langue |
| ---- | --------- | ---------------------------- | ---------------------------- | ----------------------------------- |
| 0    | Anglais   | 122                          | 15                           | 137                                 |
| 1    | Espagnol  | 34                           | 42                           | 76                                  |
| 2    | Français  | 22                           | 73                           | 95                                  |
| 3    | Allemand  | 8                            | 19                           | 27                                  |
| 4    | Japonais  | 5                            | 10                           | 15                                  |
| 5    | Coréen    | 1                            | 7                            | 8                                   |
| 6    | Italien   | 1                            | 4                            | 5                                   |
| 7    | Hindi     |                              | 1                            | 1                                   |
| 8    | Mandarin  | 1                            | 4                            | 5                                   |
| 9    | Portugais |                              | 5                            | 5                                   |
| 10   | Russe     |                              | 5                            | 5                                   |
| 11   | Arabe     |                              | 2                            | 2                                   |
| 12   | Swahili   |                              | 2                            | 2                                   |